# Rhodostrophia cretacaria
Rhodostrophia cretacaria är en fjärilsart som beskrevs av Hans Rebel 1916. Rhodostrophia cretacaria ingår i släktet Rhodostrophia och familjen mätare. Inga underarter finns listade.